# Mária Machová
Mária Machová (* 19. února 1953, Prievaly) je slovenská ekonomka a generální ředitelka.

## Životopis
V letech 1968–1972 studovala na Střední ekonomické škole ve Skalici a v letech 1972–1977 na Fakultě národního hospodářství Ekonomické univerzity v Bratislavě. V letech 1977–1994 působila na fakultě ekonomiky služeb a cestovního ruchu Ekonomické univerzity v Banské Bystrici, do roku 1986 jako odborná asistentka, v letech 1986–1990 jako vedoucí oddělení katedry a v letech 1990–1994 jako vedoucí Katedry veřejné ekonomiky. V letech 1994–1998 byla ředitelkou Harward Capital & Consulting. V letech 1998–2002 byla ministryní pro privatizaci, od roku 2002 generální ředitelkou Daňového ředitelství Slovenské republiky v Banské Bystrici, od roku 2010 generální ředitelka Celního ředitelství Slovenské republiky.